# Trish Stratus
Patricia Anne Stratigias (18 de desembre del 1975 -) més coneguda al ring simplement com a Trish Stratus és una exlluitadora professional i model canadenca d'ascendència grega que va treballar a la marca RAW i SmackDown! de World Wrestling Entertainment (WWE). Trish, va aconseguir guanyar diversos títols al llarg de la seva carrera a la WWE.